# Hawangen

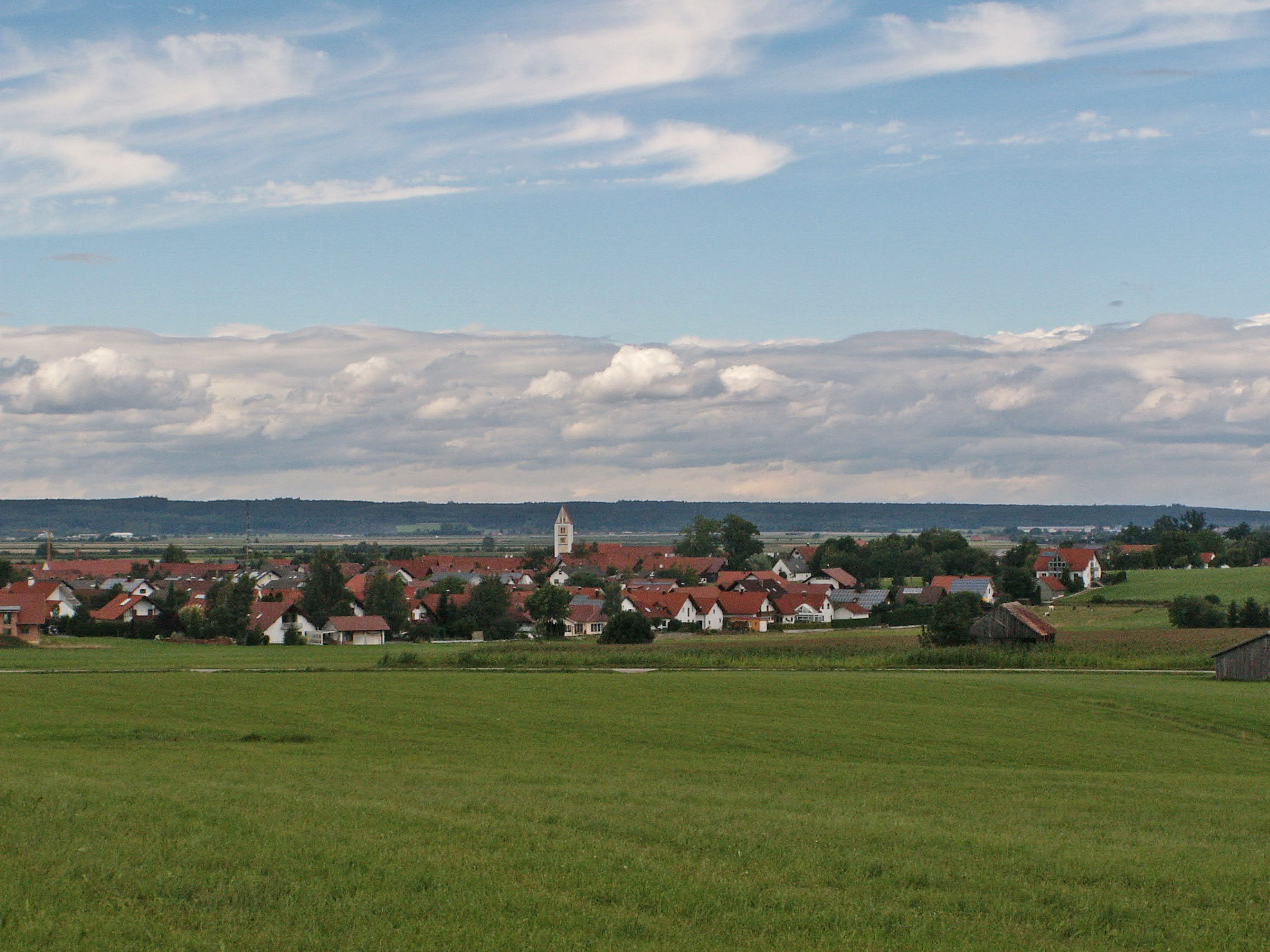
Hawangen von Südosten

Hawangen ist eine Gemeinde im schwäbischen Landkreis Unterallgäu.

## Geografie
Hawangen liegt etwa fünf Kilometer östlich, auf halbem Weg zwischen Memmingen und Ottobeuren, in der Region Donau-Iller in Oberschwaben.

### Ausdehnung des Gemeindegebietes
Das Gemeindegebiet besteht aus einem Teil der Gemarkung Hawangen (der andere Teil der Gemarkung gehört zur Gemeinde Benningen).
Zur Gemeinde gehört das Pfarrdorf Hawangen sowie ein Teil des Weilers Moosbach (der andere Teil Moosbachs gehört zur Gemeinde Lachen).

## Geschichte

### Bis zur Gemeindegründung
Hawangen gehörte zum frühen Besitz der 764 gegründeten Reichsabtei Ottobeuren. Mit dem Reichsdeputationshauptschluss von 1803 kam der Ort zu Bayern. Im Zuge der Verwaltungsreformen im Königreich Bayern entstand mit dem Gemeindeedikt von 1818 die heutige Gemeinde.

### Verwaltungsgemeinschaft
Im Jahr 1975 wurde Hawangen im Zuge der Gebietsreform der neu gegründeten Verwaltungsgemeinschaft Ottobeuren zugeordnet.

### Religionen
Aus dem 15. Jahrhundert stammt die römisch-katholische Pfarrkirche St. Stephan in Hawangen.

### Einwohnerentwicklung
| Jahr      | 1961 | 1970 | 1987 | 1991 | 1995 | 2000 | 2005 | 2010 | 2015 | 2020 |
| --------- | ---- | ---- | ---- | ---- | ---- | ---- | ---- | ---- | ---- | ---- |
| Einwohner | 0980 | 1050 | 1019 | 1059 | 1194 | 1222 | 1239 | 1248 | 1350 | 1301 |

- Zwischen 1988 und 2018 wuchs die Gemeinde von 1030 auf 1324 um 294 Einwohner bzw. um 28,5 %.

## Politik
Die Gemeinde ist Mitglied der Verwaltungsgemeinschaft Ottobeuren.

### Bürgermeister
Erster Bürgermeister ist seit 2019 Ulrich Ommer (CSU). Vorgänger war seit 1984 Martin Heinz (* 1950) (CSU/Unabhängige Wähler).

### Gemeinderat
Das Ergebnis bei der Gemeinderatswahl am 15. März 2020 war wie folgt:
- CSU/Unabhängige Wähler: 7 Sitze (55,38 %)
- Freie Bürgerliste: 5 Sitze (44,62 %).

Gegenüber der vorherigen Wahlperiode verlor die CSU einen Sitz an die Freie Bürgerliste.

### Wappen
| Wappen von Hawangen | Blasonierung: „Geteilt von Gold und Schwarz, oben zwei schräg gekreuzte schwarze Palmzweige, unten eine goldene Mitra mit aufgelegter Rosette.“ |
| Wappen von Hawangen | Wappenbegründung: Das Gemeindegebiet gehörte zur Erstausstattung des 764 gegründeten Benediktinerklosters Ottobeuren. Da keine anderen historischen Beziehungen von Bedeutung für die Gemeinde nachweisbar sind, wurden als Grundfarben für das Gemeindewappen die Farben Gold und Schwarz des Ottobeurer Wappens gewählt. Die beiden Palmzweige sind die Attribute des hl. Stephan, der Patron der Pfarrkirche in Hawangen ist. Die in der unteren Schildhälfte dargestellte Mitra zeigt die typische Ottobeurer Wappenrosette. Dieses Wappen wird seit 1982 geführt. Der Entwurf des Wappens stammt von Stiftsarchivar und Kreisheimatpfleger Aegidius Kolb und die Gestaltung übernahm der Passauer Max Reinhart. Das Wappen wurde am 9. September 1982 durch Bescheid der Regierung von Schwaben genehmigt. |

### Flagge
Die Flagge ist gelb-schwarz-gelb gestreift mit aufgelegtem Gemeindewappen.

## Bodendenkmäler

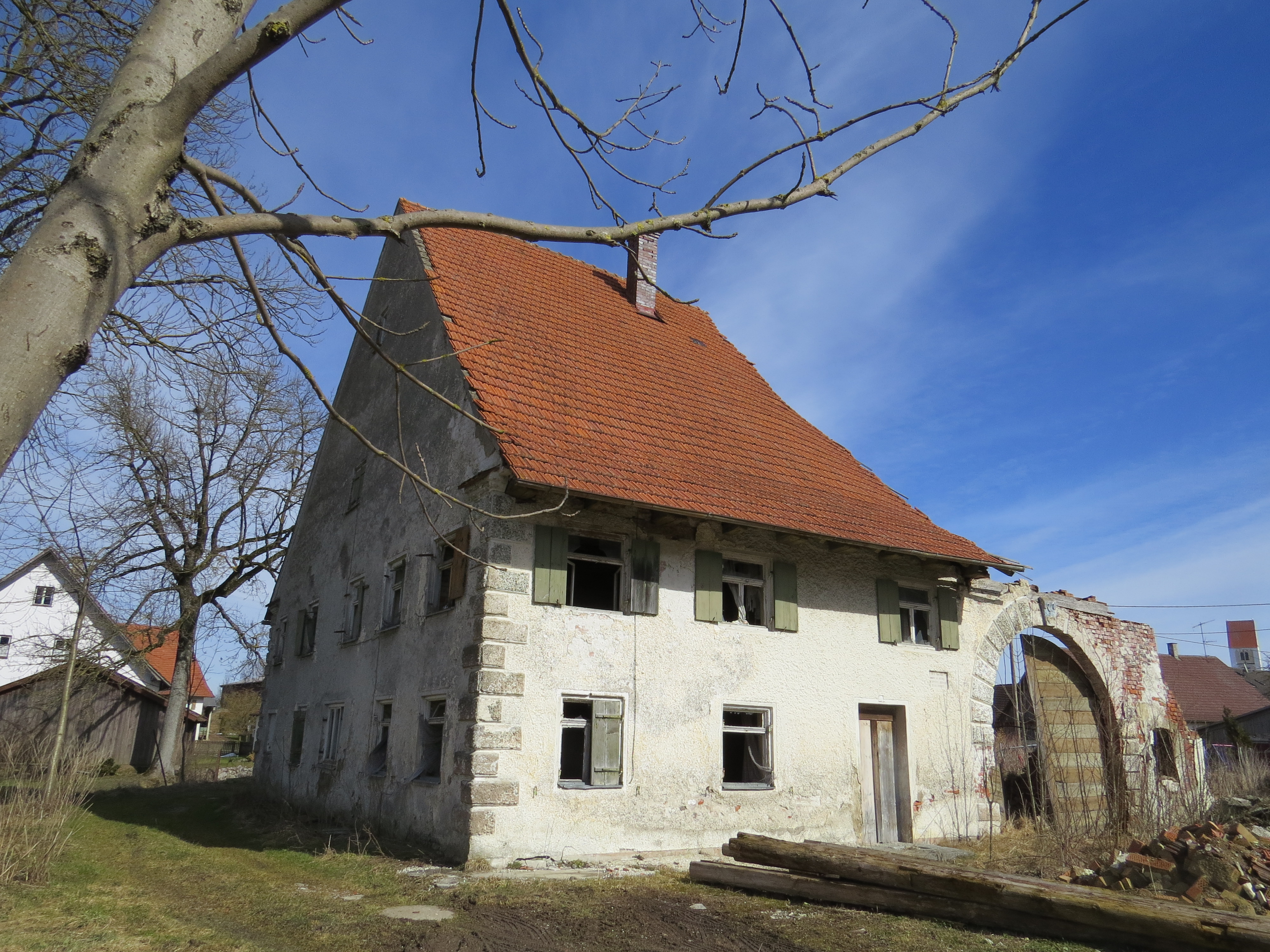
Beim Meier, erwähnt 1451, Hofgut der Dorfrichter

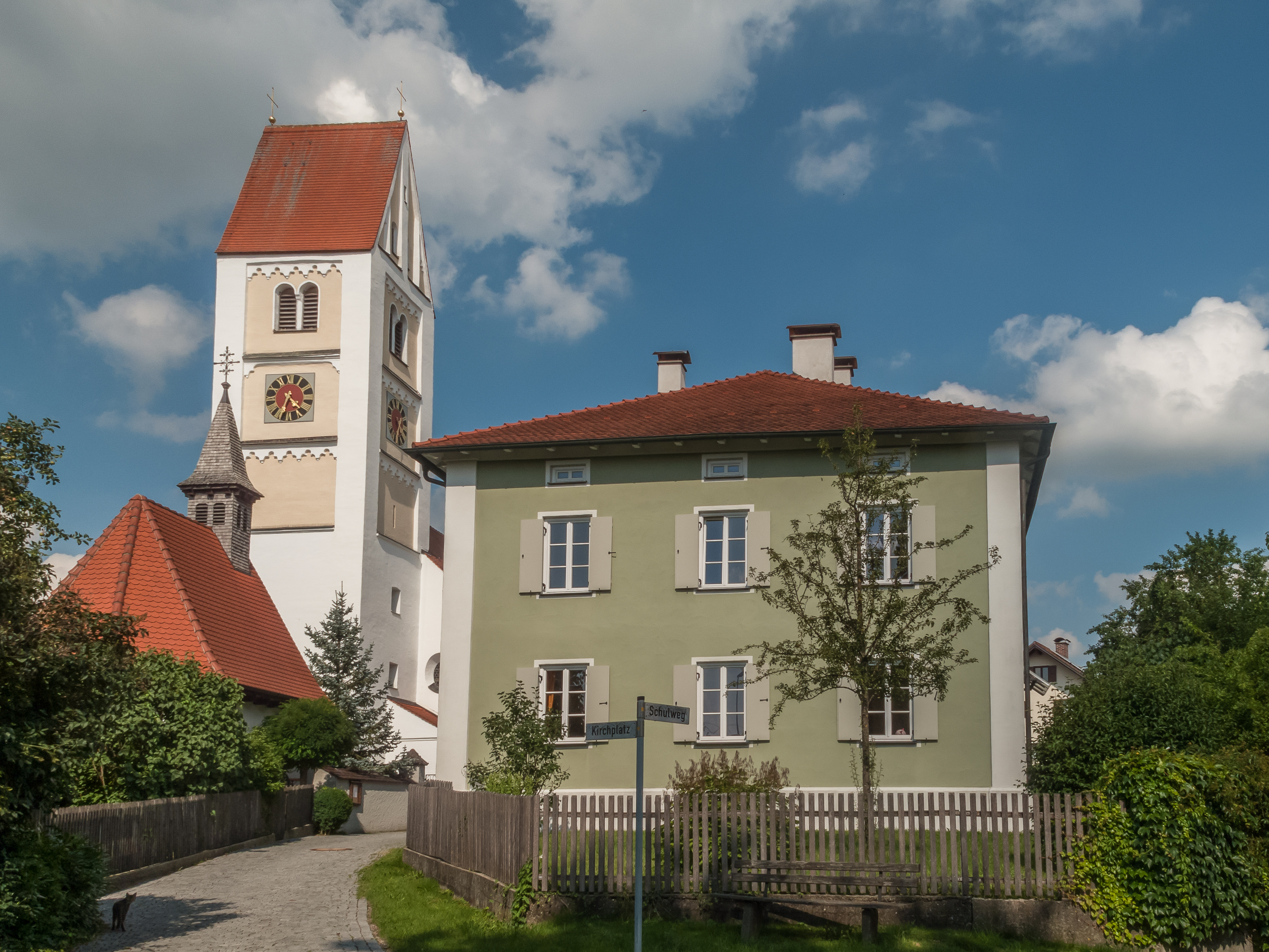
Katholische Pfarrkirche Sankt Stephan

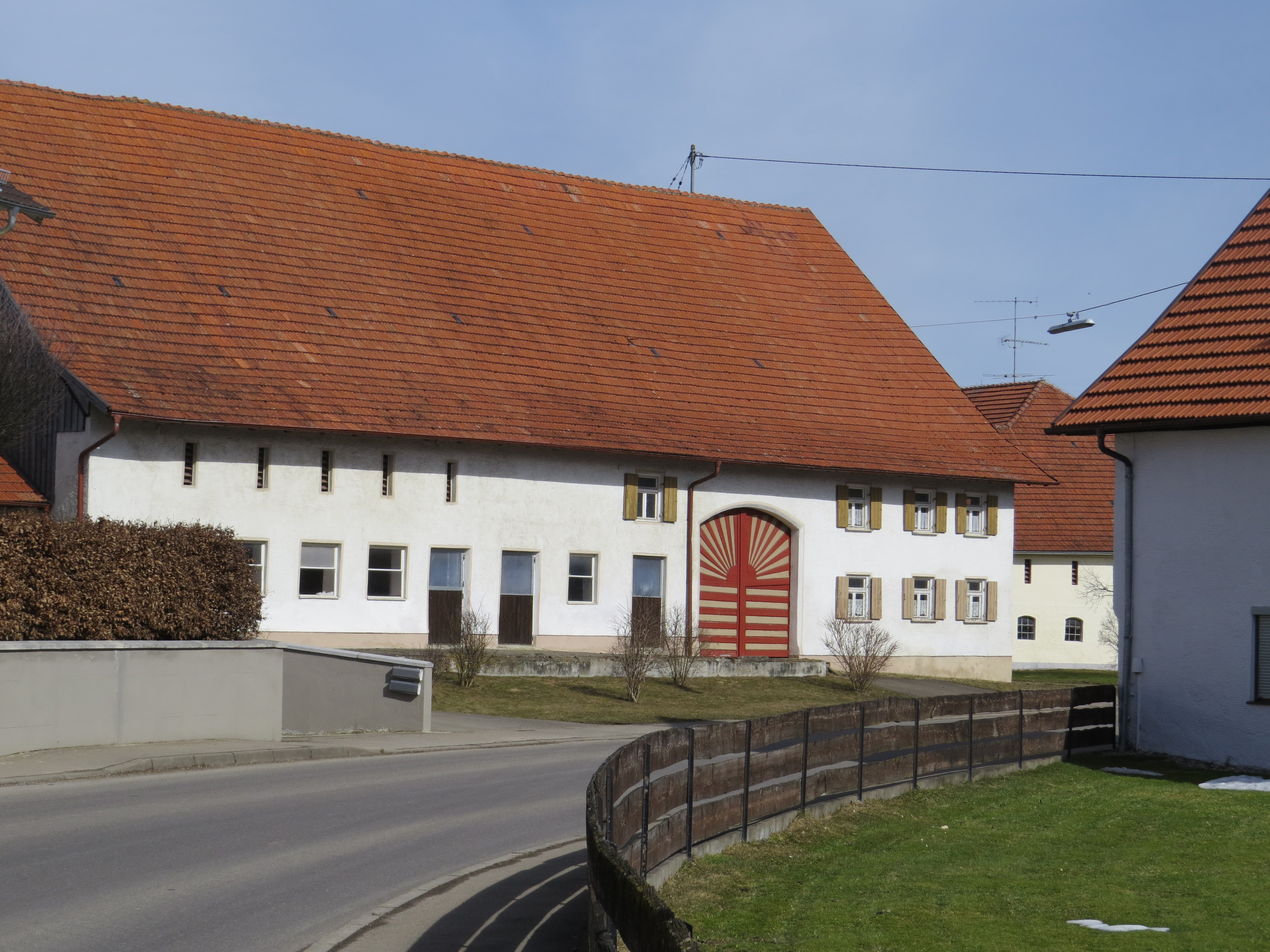
Hofstelle in Hawangen

## Wirtschaft und Infrastruktur

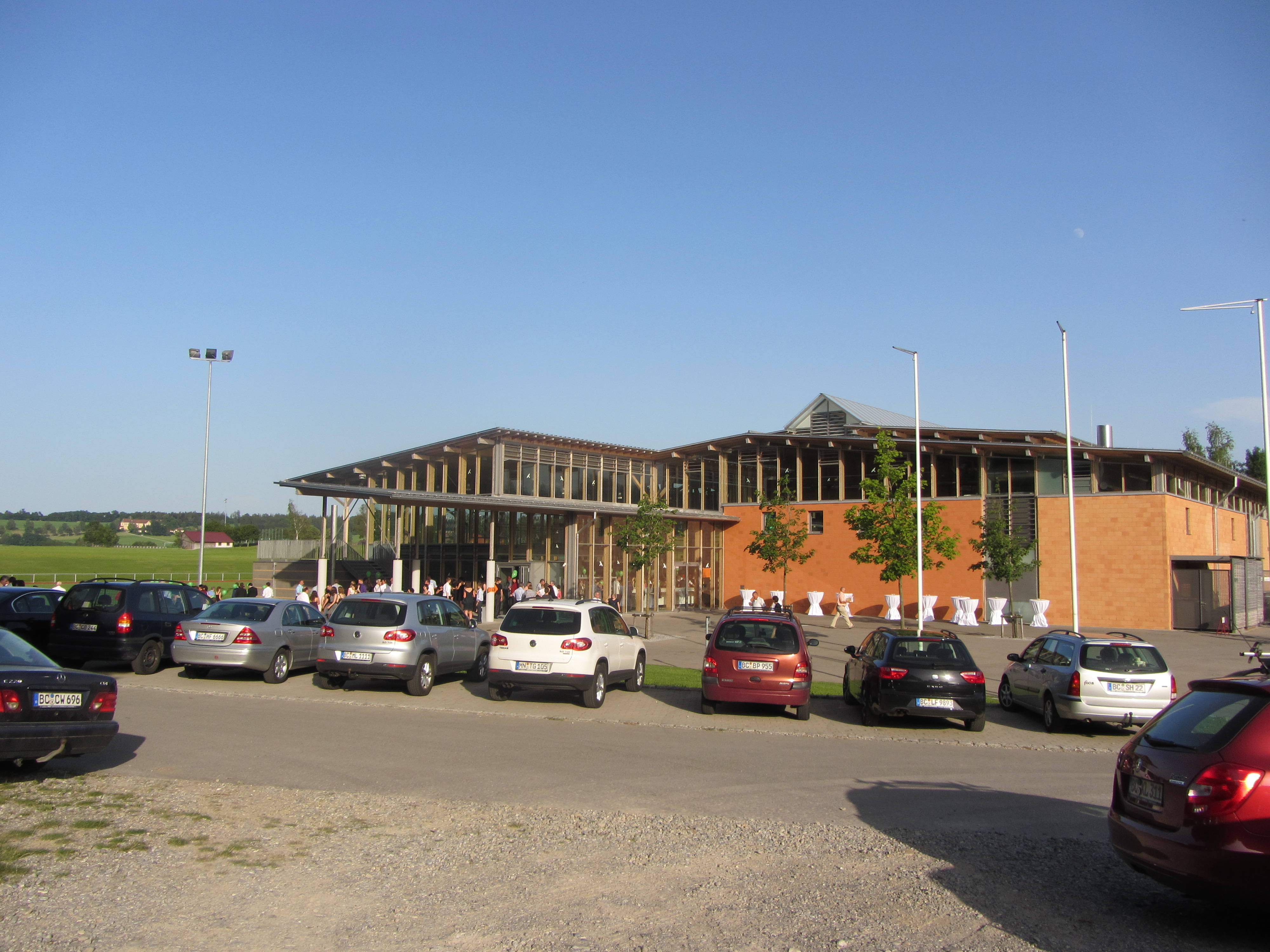
Sport- und Festhalle in Hawangen (2012)

### Wirtschaft einschließlich Land- und Forstwirtschaft
Es gab im Jahr 2020 nach der amtlichen Statistik 845 sozialversicherungspflichtig Beschäftigte am Arbeitsort. Sozialversicherungspflichtig Beschäftigte am Wohnort gab es insgesamt 629. Im verarbeitenden Gewerbe gab es vier, im Bauhauptgewerbe zwei Betriebe. Zudem bestanden im Jahr 2016 30 landwirtschaftliche Betriebe mit einer landwirtschaftlich genutzten Fläche von 1274 ha, davon waren 623 ha Ackerfläche und 651 ha Dauergrünfläche.

### Verkehrsanbindung
Hawangen liegt in der Nähe der Bundesautobahn 96. Die nächstgelegene Anschlussstelle ist in Holzgünz. Über das Autobahnkreuz Memmingen kann auch die Bundesautobahn 7 schnell erreicht werden.
Nächstgelegene Bahnstrecke ist die Verbindung Buchloe–Memmingen. Nachdem der Bahnhof Ungerhausen nicht mehr im Personenverkehr bedient wird, liegen die nächstgelegenen Bahnhöfe in Sontheim (Schwaben) und in Memmingen. Dort besteht auch Anschluss über die Bahnstrecke Leutkirch–Memmingen nach Lindau sowie an die Bahnstrecke Kempten (Allgäu)–Neu-Ulm.
Früher hatte Hawangen eine eigene Haltestelle an der Bahnstrecke Ungerhausen–Ottobeuren, welche allerdings seit 1972 im Personenverkehr und seit 1996 auch im Güterverkehr stillgelegt ist. Nach dem Abbruch der Anlagen im Jahr 2002 verläuft seit 2009 ein Bahntrassenradweg auf der ehemaligen Bahnstrecke.
Schließlich befindet sich Hawangen im direkten Einzugsbereich des Flughafens Memmingen.

### Bildung
Im Jahr 2021 gab es folgende Einrichtungen:
- 1 Kindergarten: 62 Kindergartenplätze mit 57 betreuten Kindern

## Persönlichkeiten
- Josef „Sepp“ Dietrich (1892–1966), Befehlshaber der Leibstandarte SS Adolf Hitler, Generaloberst der Waffen-SS und verurteilter Kriegsverbrecher
- Karl Schlögel (* 1948), Kulturhistoriker und Kulturgeograph
- Gabriele Strehle (* 1951), Modeschöpferin
- Hans Hundegger (* 1954), Unternehmer
- Rainer Bendel (* 1964), katholischer Theologe, Kirchenhistoriker und Hochschullehrer
- Frank Oehler (* 1964), Koch und Gastronom (Die Kochprofis)